# (33686) 1999 JC122
1999 JC122 (asteroide 33686) é um asteroide da cintura principal. Possui uma excentricidade de 0.11992660 e uma inclinação de 11.80564º.
Este asteroide foi descoberto no dia 13 de maio de 1999 por LINEAR em Socorro.